# Vijačnica
Vijačnica je vrsta gladke prostorske krivulje. Ta krivulja ima lastnost, da tangenta v vsaki točki tvori konstanten kot s premico, ki ji pravimo os. Primer vijačnice je spiralna vzmet. Kadar vijačnico izpopolnimo tako, da je podobna spiralni poševni ravnini, dobimo helikoid .
Minimalna ploskev vijačnice je helikoid.

## Vrste vijačnic
Vijačnice so lahko desno- ali levosučne. Kadar gledamo vzdolž osi vijačnice in če vrtenje v smeri urinega kazalca premika vijačnico proč od opazovalca, potem je vijačnica desnosučna. V nasprotnem primeru pa je levosučna. Kiralnost je lastnost vijačnice. Ni pa to lastnost načina gledanja. Levosučna vijačnica ne more izgledati kot desnosučna, razen če jo opazujemo v zrcalu. 
Večina navojev vijakov je desnosučnih vijačnic.  Vijačnica alfa ter obliki A in B DNK so desnosučne vijačnice. Oblika Z pa je levosučna. 
Korak vijačnice je širina enega popolnega obrata vijačnice, kot bi ga izmerili vzdolž osi.
Dvojna vijačnica je sestavljena iz dveh skladnih vijačnic z isto osjo. Razlikujeta se samo s premikom vzdolž osi.
Stožčasto vijačnico lahko definiramo kot spiralo na stožčasti ploskvi.
Krožna vijačnica ima konstantno ukrivljenost in konstantno torzijo.
Krivuljo imenujemo cilindrična ali splošna vijačnica, če tangenta tvori konstanten kot s fiksno premico v prostoru.  Krivulja je vijačnica, če je razmerje ukrivljenosti s torzijo konstantno.

## Matematični opis vijačnice
Vijačnica je krivulja v trirazsežnem prostoru. Naslednja parametrizacija v kartezičnih koordinatah je vijačnica definirana z 
{\displaystyle x(t)=\cos(t),\,}
{\displaystyle y(t)=\sin(t),\,}
{\displaystyle z(t)=t.\,}
Ko parameter t raste,  točka (x(t),y(t),z(t)) opiše desnosučno vijačnico s korakom 2π in polmerom 1.
V cilindričnih koordinatah (r, θ, h) je ista vijačnica določena z 
{\displaystyle r(t)=1,\,}
{\displaystyle \theta (t)=t,\,}
{\displaystyle h(t)=t\,}.
Krožna vijačnica s polmerom a in korakom 2 πb je določena z 
{\displaystyle x(t)=a\cos(t),\,}
{\displaystyle y(t)=a\sin(t),\,}
{\displaystyle z(t)=bt.\,}

### Ukrivljenost in torzija
Ukrivljenost vijačnice je enaka
{\displaystyle {\frac {|a|}{a^{2}+b^{2}}}}
kjer sta
- a in b določena z zgornjo enačbo

Torzija krivulje pa je
{\displaystyle {\frac {b}{a^{2}+b^{2}}}\,}
kjer sta
- a in b določena z zgornjo enačbo